# حي شملان (صنعاء)
حي شملان هو أحد أحياء مدينة صنعاء، ويتبع إدارياً مديرية همدان التابعة لمحافظة صنعاء اليمنية. يبلغ تعداد سكانه 14067 نسمة حسب التعداد السكاني في اليمن لعام 2004.